# Sniper Wolf
(Sniper Wolf in Metal Gear Solid)
Sniper Wolf è un personaggio del videogioco Metal Gear Solid. È l'unica tiratrice scelta della FOXHOUND. È un tipo solitario, che non ama lavorare con il resto della sua unità. In genere i cecchini lavorano in coppia, invece lei lavora da sola.
Doppiata da Tasia Valenza nella versione inglese, da Naoko Nakamura in quella giapponese e da Luciana Izzi in quella italiana.
Di origini curde, è impavida e capace di restare appostata per settimane. Era conosciuta perché prima di uccidere un bersaglio, formava con lui un rapporto emotivo. La sua arma preferita è il Heckler & Koch PSG-1, un fucile di precisione, caricato con proiettili al mercurio, in modo da avvelenare le sue vittime. Diventando un cecchino, poté «vedere la guerra non da dentro, ma da fuori, da osservatrice... Guardavo la brutalità e la stupidità della razza umana dal mirino del mio fucile».
Essendo curda, era abituata a vivere in una situazione di semi-povertà. A cinque anni, alla fine della guerra Iran-Iraq del 1988, ha assistito alla morte della sua famiglia e di circa duemila persone che sono morte durante un attacco con gas da parte delle milizie di Saddam Hussein. Viene presa in custodia dal Ministro degli affari interni iracheno, le viene praticato un lavaggio del cervello e viene addestrata come cecchino da un Gurkha, in Nepal, da uno dei migliori cecchini del mondo.
Nel 1991, durante una battaglia dalla parte degli iracheni dopo la Guerra del Golfo, riuscì a fuggire e si nascose in un campo di rifugio, dove si trovavano in visita Big Boss e il segretario di stato degli Stati Uniti. Big Boss notò le sue straordinarie capacità e la portò con sé negli USA, dove le ha fornito un programma per annullare il suo lavaggio del cervello, lasciando in lei le sue abilità di battaglia. Estremamente grata di ciò, considera Big Boss come Saladino (che ha sconfitto i Crociati nel XII secolo) e lo segue ovunque lui vada fino alla sua presunta morte per mano di Solid Snake. A questo punto, Liquid Snake riesce a trovarla e a convincerla a diventare membro della FOXHOUND.
Sull'isola di Shadow Moses, si prende cura dei cani, restando stupita quando Hal Emmerich dà a questi la propria razione, e probabilmente sviluppa un così detto "Lima Effect" (nel quale il rapitore s'interessa dell'ostaggio). Otacon, forse afflitto dalla Sindrome di Stoccolma, le rivela che la ama prima che venga uccisa dalle ferite provocate da Solid Snake nel loro secondo scontro. Lei chiede a Snake di ucciderla per non farle sentire più il dolore, desiderio che, dopo qualche esitazione e le proteste di Otacon, esaudisce sparandole un colpo della sua SOCOM. Questa muore stringendo a sé il suo PSG-1.
Wolf è parsa immune al virus FOXDIE. Liquid Snake e Revolver Ocelot sospettarono che fosse dovuto al fatto che prendeva una grossa quantità di tranquillanti (Diazepam), che hanno sedato l'attività del virus.
In Metal Gear Solid 2: Sons of Liberty Otacon, dopo la morte della sorella Emma, fa riferimento a Wolf (con la frase: «Sono sempre io a sopravvivere... perché, Wolf?») e viene anche mostrato un flashback dalla versione PlayStation del gioco.
Sniper Wolf è poi ricomparsa in Metal Gear Solid: The Twin Snakes per Nintendo GameCube (remake della versione PlayStation) e in Metal Gear Solid: Digital Graphic Novel per PlayStation Portable (che ripropone la medesima storia nella forma di un fumetto interattivo).